# Algiers (New Orleans)
Algiers ist ein Stadtteil von New Orleans, der größten Stadt im Bundesstaat Louisiana in den Vereinigten Staaten, und liegt direkt gegenüber der Altstadt auf der anderen Flussseite des Mississippi Rivers. Algiers liegt damit am rechten, über die Gesamtstrecke meist westlichen Ufer, infolge der Schleifen des Flusses allerdings östlich der Altstadt.

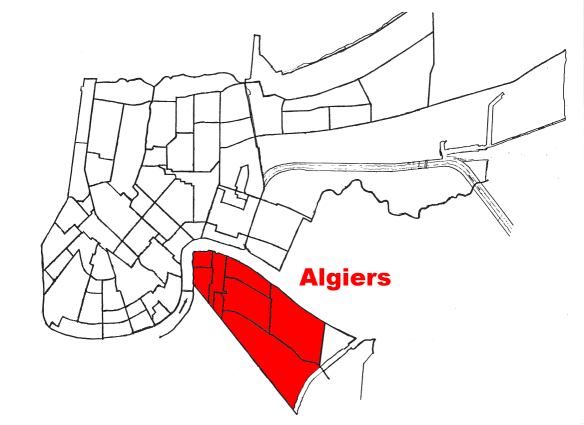
Lage von Algiers am Mississippi östlich des Stadtkerns von New Orleans (rot eingezeichnet ist nur ein Teil des heutigen Algiers)

Algiers ist seit 1870 der 15. Ward (von insgesamt 17) von New Orleans und mit dem Zentrum über eine Brücke (Crescent City Connection, 1958 erbaut) und Fähren verbunden. Die erste Fähre verkehrte 1827 von Algiers zum French Quarter.

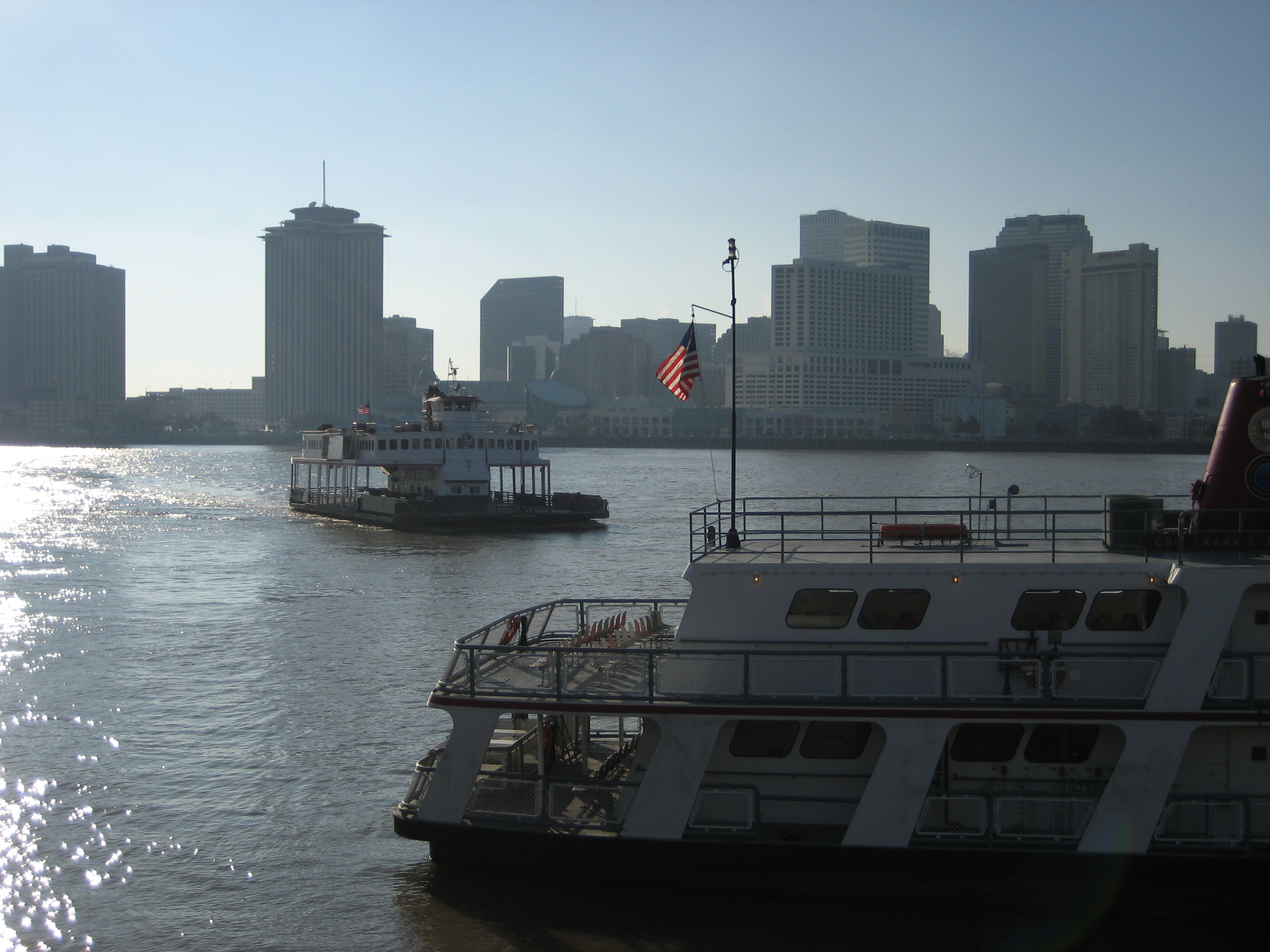
Fähren von Algiers nach New Orleans

Es gibt eine Altstadt, deren Häusern bis ins 19. Jahrhundert datieren (Algiers Point gegenüber dem French Quarter auf der anderen Flussseite), die seit 1978 im National Register of Historic Places eingetragen ist.
Die Herkunft des Namens soll wahrscheinlich an Algier erinnern, das als ehemalige französische Provinzstadt von Frankreich ebenso durch Wasser getrennt war wie das früher französische New Orleans und Algiers. Hier wurden die afrikanischen Sklaven in Quarantäne gehalten, bis sie in New Orleans verkauft wurden und Mitte des 18. Jahrhunderts lebten hier die Cajuns, französischsprachige Kanadier, die von den Briten aus Nova Scotia vertrieben wurden. Als Stadt entwickelte sich Algiers erst ab etwa 1800. Es gab dort Plantagen und Schiffbau und ab den 1850er Jahren eine wichtige Bahnstation. 1840 erhielten sie den Status einer Stadt. Die meisten alten Häuser wurden bei einem Feuer 1895 zerstört. Ab 1901 hatte die US-Marine dort einen Stützpunkt und 1966 bis 2009 war Algiers einer der beiden Sitze der Naval Support Activity New Orleans, des größten militärischen Komplexes im Gebiet New Orleans. Während des Hurricanes Katrina blieb Algiers weitgehend von Überflutung verschont.
Einwohner von Algiers werden traditionellerweise Algerines genannt.
Algiers spielt auch eine Rolle in der frühen Geschichte des Jazz – Jazzmusiker aus Algiers waren Peter Bocage, Jimmy Palao, Manuel Manetta, Frankie Dusen, Henry Allen senior und sein Sohn Henry Red Allen und Gerald Adams.